# تپه آبقه
تپه آبقه مربوط به دوران‌های تاریخی پس از اسلام است و در شهرستان تایباد، بخش مرکزی، روستای آبقه واقع شده و این اثر در تاریخ ۵ تیر ۱۳۸۴ با شمارهٔ ثبت ۱۱۹۹۹ به‌عنوان یکی از آثار ملی ایران به ثبت رسیده است.